# ヴァージナルの前に座る女
『ヴァージナルの前に座る女』（ヴァージナルのまえにすわるおんな、蘭: Zittende virginaalspeelster、英: Lady Seated at a Virginal）は、オランダ黄金時代の画家ヨハネス・フェルメールが1670年から1672年ごろに描いた絵画。キャンバスに油彩で描かれた作品で、ロンドンのナショナル・ギャラリーが所蔵している。
ヴァージナルを演奏する左向きに座る女性が描かれた作品である。前景左には弦に弓が差し込まれたヴィオラ・ダ・ガンバが置かれている。ヴァージナルの蓋の内側には風景画が装飾として描かれており、壁にはフェルメールの義母が所有していた、ディルク・ファン・バビューレンの『取り持ち女』のオリジナル、あるいは模写がかけられている。『取り持ち女』がどのような意図でこの作品の背景に描かれているのかは分かっていないが、「おそらく音楽と性愛との一般的な関係性を意味している」のではないかと考えられている。画面左上部にはこの場面を区切る役割のタペストリがあり、画面右下の壁が床に接する部分はデルフト陶器のタイルで装飾されている。
『ヴァージナルの前に座る女』はその作風から、1670年ごろに描かれたとされる。同じくナショナル・ギャラリーが所蔵する『ヴァージナルの前に立つ女』と対になる作品ではないかと考えられている。制作年度、作品の大きさがほぼ同じで、描かれているモチーフも似通っていることがその理由だが、19世紀までの両作品がたどった来歴はまったく異なっている。フェルメールは同じような主題を、まったく関連性のない別の作品に描くこともあった。19世紀になってから、両作品ともにフランス人美術史家テオフィル・トレ＝ビュルガーが所有していた。トレ＝ビュルガーは、1866年にフェルメールに関する著作を出版し、フェルメール作品の再評価に大きな貢献をした人物である。その後、イギリス人美術品収集家ジョージ・ソルティングが『ヴァージナルの前に座る女』を所有していたが、1910年にナショナル・ギャラリーに遺贈された 。